# Fabian Rießle
Fabian Rießle (Freiburg im Breisgau, 18 december 1990) is een Duitse noordse combinatieskiër. Hij vertegenwoordigde zijn vaderland op de Olympische Winterspelen 2014 in Sotsji en op de Olympische Winterspelen 2018 in Pyeongchang.

## Carrière
Rießle maakte zijn wereldbekerdebuut in januari 2009 in Schonach im Schwarzwald. Een jaar later scoorde hij in Oberhof zijn eerste wereldbekerpunten. In december 2011 behaalde de Duitser in Lillehammer zijn eerste toptienklassering. In januari 2012 stond Rießle in Chaux-Neuve voor de eerste maal in zijn carrière op het podium van een wereldbekerwedstrijd. Op de wereldkampioenschappen noordse combinatie 2013 in Val di Fiemme eindigde hij als 24e op de normale schans, samen met Björn Kircheisen, Tino Edelmann en Eric Frenzel eindigde hij als zesde in de landenwedstrijd. Tijdens de Olympische Winterspelen van 2014 in Sotsji veroverde Rießle de zilveren medaille op de grote schans, op de normale schans eindigde hij op de achtste plaats. In de landenwedstrijd sleepte hij samen met Eric Frenzel, Björn Kircheisen en Johannes Rydzek de bronzen medaille in de wacht.
In Falun nam de Duitser deel aan de wereldkampioenschappen noordse combinatie 2015. Op dit toernooi eindigde hij als negende op de normale schans en als twaalfde op de grote schans. Samen met Tino Edelmann, Eric Frenzel en Johannes Rydzek werd hij wereldkampioen in de landenwedstrijd. Op 5 december 2015 boekte hij in Lillehammer zijn eerste wereldbekerzege. Op de wereldkampioenschappen noordse combinatie 2017 in Lahti eindigde Rießle als vierde op de normale schans en als zesde op de grote schans. In de landenwedstrijd prolongeerde hij samen met Björn Kircheisen, Eric Frenzel en Johannes Rydzek de wereldtitel. Tijdens de Olympische Winterspelen van 2018 in Pyeongchang veroverde de Duitser de zilveren medaille op de grote schans en eindigde hij als zevende op de normale schans. Samen met Vinzenz Geiger, Eric Frenzel en Johannes Rydzek werd hij olympisch kampioen in de landenwedstrijd.
In Seefeld nam hij deel aan de wereldkampioenschappen noordse combinatie 2019. Op dit toernooi eindigde hij als zevende op de grote schans en als zeventiende op de normale schans. Op de teamsprint sleepte hij samen met Eric Frenzel de wereldtitel in de wacht, samen met Johannes Rydzek, Eric Frenzel en Vinzenz Geiger behaalde hij de zilveren medaille in de landenwedstrijd. Op de wereldkampioenschappen noordse combinatie 2021 in Oberstdorf eindigde Rießle als vijfde op de gundersen grote schans en als zesde op de gundersen normale schans. In de landenwedstrijd legde hij samen met Terence Weber, Eric Frenzel en Vinzenz Geiger beslag op de zilveren medaille, samen met Eric Frenzel veroverde hij de bronnzen medaille op de teamsprint.

## Resultaten

### Olympische Winterspelen
| Jaar | Plaats      | Resultaten                            |
| ---- | ----------- | ------------------------------------- |
| 2014 | Sotsji      | 8e Gundersen NH · Gundersen LH · Team |
| 2018 | Pyeongchang | 7e Gundersen NH · Gundersen LH · Team |

### Wereldkampioenschappen
| Jaar | Plaats        | Resultaten                                             |
| ---- | ------------- | ------------------------------------------------------ |
| 2013 | Val di Fiemme | 24e Gundersen NH 6e Team                               |
| 2015 | Falun         | 9e Gundersen NH · 12e Gundersen NH · Team              |
| 2017 | Lahti         | 4e Gundersen NH · 6e Gundersen LH · Team               |
| 2019 | Seefeld       | 17e Gundersen NH · 7e Gundersen LH · Team · Teamsprint |
| 2021 | Oberstdorf    | 6e Gundersen NH · 5e Gundersen LH · Team · Teamsprint  |

### Wereldbeker
Eindklasseringen
| Seizoen   | Plaats |
| --------- | ------ |
| 2009/2010 | 60e    |
| 2011/2012 | 14e    |
| 2012/2013 | 25e    |
| 2013/2014 | 18e    |
| 2014/2015 | 4e     |
| 2015/2016 | Brons  |
| 2016/2017 | 4e     |
| 2017/2018 | Brons  |
| 2018/2019 | 8e     |
| 2019/2020 | 5e     |
| 2020/2021 | 4e     |

Wereldbekerzeges
| Datum            | Plaats      | Onderdeel    |
| ---------------- | ----------- | ------------ |
| 5 december 2015  | Lillehammer | Gundersen LH |
| 24 januari 2016  | Chaux-Neuve | Gundersen NH |
| 21 februari 2016 | Lahti       | Gundersen NH |
| 8 januari 2017   | Lahti       | Gundersen LH |
| 21 januari 2017  | Chaux-Neuve | Gundersen NH |
| 17 december 2017 | Ramsau      | Gundersen NH |
| 14 maart 2018    | Trondheim   | Gundersen LH |
| 17 maart 2018    | Klingenthal | Gundersen LH |